# Nanosylvanella
Nanosylvanella es un género de foraminífero bentónico de la Familia Ellipsolagenidae, de la Superfamilia Polymorphinoidea, del Suborden Lagenina y del Orden Lagenida. Su especie-tipo es Nanosylvanella palmulina. Su rango cronoestratigráfico abarca el Holoceno.

## Discusión
Clasificaciones previas incluían Nanosylvanella en la Superfamilia Nodosarioidea.

## Clasificación
Nanosylvanella incluye a las siguientes especies:
- Nanosylvanella palmulina
- Nanosylvanella pattersoni